# Schack 08
Schack 08 är Norrköpings största schackklubb. Klubben bildades 1908 och har varit aktiv sedan dess. Klubben har tre lag i allsvenska schackserien, och klubbens första lag spelar i superettan. Klubben arrangerar påskturneringen, som är en del av svenska grand prix serien.